# Irinaht
Irinaht (becenevén Iri vagy Nianhpepi) ókori egyiptomi orvos volt az óbirodalom vagy az első átmeneti kor idején, i. e. 2200 körül.
Egyedül egy Gízában talált álajtóról ismert, melyet egy aknasír fedlapjaként hasznosítottak újra (ásatási szám S 2065). Irinaht az álajtó feliratán számos ritka címet visel: a Nagy Ház [= a fáraó] vezető orvosa volt, a Nagy Ház hasának orvosa, a végbél védelmezője, a Nagy Ház szemének orvosa. Ezek a címek arra utalnak, az orvostudomány már az Óbirodalom idején nagy mértékben szakosodott.

## Fordítás
- Ez a szócikk részben vagy egészben  az   Irynachet című angol Wikipédia-szócikk ezen változatának fordításán alapul.  Az eredeti cikk szerkesztőit annak laptörténete sorolja fel. Ez a jelzés csupán a megfogalmazás eredetét és a szerzői jogokat jelzi, nem szolgál a cikkben szereplő információk forrásmegjelöléseként.